# Episodi di Moonlighting (quarta stagione)
La quarta stagione della serie televisiva Moonlighting è composta da 14 episodi ed è stata trasmessa negli Stati Uniti dal 9 settembre 1987 al 22 marzo 1988.
| nº | Titolo originale            | Titolo italiano           | Prima TV USA     | Prima TV Italia |
| -- | --------------------------- | ------------------------- | ---------------- | --------------- |
| 1  | A Trip to the Moon          | Una serata particolare    | 9 settembre 1987 |                 |
| 2  | Come Back Little Shiksa     | Una strana storia d'amore | 6 ottobre 1987   |                 |
| 3  | Take a Left at the Altar    | Il pilota scomparso       | 13 ottobre 1987  |                 |
| 4  | Tale in Two Cities          | Un piccolo segreto        | 3 novembre 1987  |                 |
| 5  | Cool Hand Dave (1)          | Dave Mano Fredda I        | 17 novembre 1987 |                 |
| 6  | Cool Hand Dave (2)          | Dave Mano Fredda II       | 1º dicembre 1987 |                 |
| 7  | Father Knows Last           | Una giornata movimentata  | 15 dicembre 1987 |                 |
| 8  | Los Dos DiPestos            | Ritorno a casa            | 5 gennaio 1988   |                 |
| 9  | Fetal Attraction            | Una donna in prova        | 19 gennaio 1988  |                 |
| 10 | Tracks of My Tears          | La scelta di Maddie       | 2 febbraio 1988  |                 |
| 11 | Eek! A Spouse!              | La moglie e l'amante      | 9 febbraio 1988  |                 |
| 12 | Maddie Hayes Got Married    | Una cerimonia movimentata | 1º marzo 1988    |                 |
| 13 | Here's Living With You, Kid | Turno di notte            | 15 marzo 1988    |                 |
| 14 | And the Flesh Was Made Word | Nozze infrante            | 22 marzo 1988    |                 |

## Una serata particolare
- Titolo originale: A Trip to the Moon
- Diretto da: Allan Arkush
- Scritto da: Glenn Gordon Caron

## Una strana storia d'amore
- Titolo originale: Come Back Little Shiksa
- Diretto da: Allan Arkush
- Scritto da: Jeff Reno e Ron Osborn

## Il pilota scomparso
- Titolo originale: Take a Left at the Altar
- Diretto da: Sam Weisman
- Scritto da: Karen Hall

## Un piccolo segreto
- Titolo originale: Tale in Two Cities
- Diretto da: Allan Arkush
- Scritto da: Charles Eglee e Roger Director

## Dave Mano Fredda I
- Titolo originale: Cool Hand Dave (1)
- Diretto da: Allan Arkush
- Scritto da: Charles Eglee e Roger Director

## Dave Mano Fredda II
- Titolo originale: Cool Hand Dave (2)
- Diretto da: Allan Arkush
- Scritto da: Charles Eglee e Roger Director

## Una giornata particolare
- Titolo originale: Father Knows Last
- Diretto da: Allan Arkush
- Scritto da: Kerry Ehrin

## Ritorno a casa
- Titolo originale: Los Dos DiPestos
- Diretto da: Gerald Perry Finnerman
- Scritto da: Doug Steinberg

## Una donna in prova
- Titolo originale: Fetal Attraction
- Diretto da: Allan Arkush
- Scritto da: Charles Eglee, Roger Director, Jeff Reno, Ron Osborn e Kerry Ehrin

## La scelta di Maddie
- Titolo originale: Tracks of My Tears
- Diretto da: Paul Krasny
- Scritto da: Judith Kahan, Debra Frank e Kerry Ehrin

## La moglie e l'amante
- Titolo originale: Eek! A Spouse!
- Diretto da: Artie Mandelberg
- Scritto da: Charles Eglee, Roger Director, Jeff Reno, Ron Osborn e Kerry Ehrin

## Una cerimonia movimentata
- Titolo originale: Maddie Hayes Got Married
- Diretto da: Paul Krasny
- Scritto da: Roger Director e Charles Eglee

## Turno di notte
- Titolo originale: Here's Living With You, Kid
- Diretto da: Artie Mandelberg
- Scritto da: Roger Director, Charles Eglee, Kerry Ehrin, Jeff Reno e Ron Osborn

## Nozze infrante
- Titolo originale: And the Flesh Was Made Word
- Diretto da: Paul Krasny
- Scritto da: Kerry Ehrin